# إزربي
إزربي (بالأمازيغية ⵉⵣⵔⴱⵉ) قرية مغربية تقع في جهة سوس ماسة، تقع جنوب مدينة أكادير، على بعد 35 كلم من تافراوت و 94 كلم من تزنيت.

## سبب التسمية
كلمة «إزربي» لها علاقة بعبارة «أزارن نربي»، ومعناها بالعربية: التين من الله، وذلك بسبب وجود أشجار التين في هذه المنطقة. وهناك رواية أخرى تقول بأنها ترجع إلى عبارة «إغزر نربي» ومعناها: وادي الله، ورواية أيضا تقول بأنها من كلمة «إزرب»، أي: بسرعة، وذلك بسبب انعدام الأمن في المكان نظرا لوجود قطاع الطرق.

## التقسيم الإدراي
وفقًا للتقسيم الإداري في يونيو 2009، يتألف إقليم تزنيت من جماعتين حضريتين: تافراوت وتزنيت. و23 جماعة قروية.
قرية إزربي جزء من قبيلة أمانوز التي تتكون من حوالي أربعين قرية.

## شخصيات من المنطقة

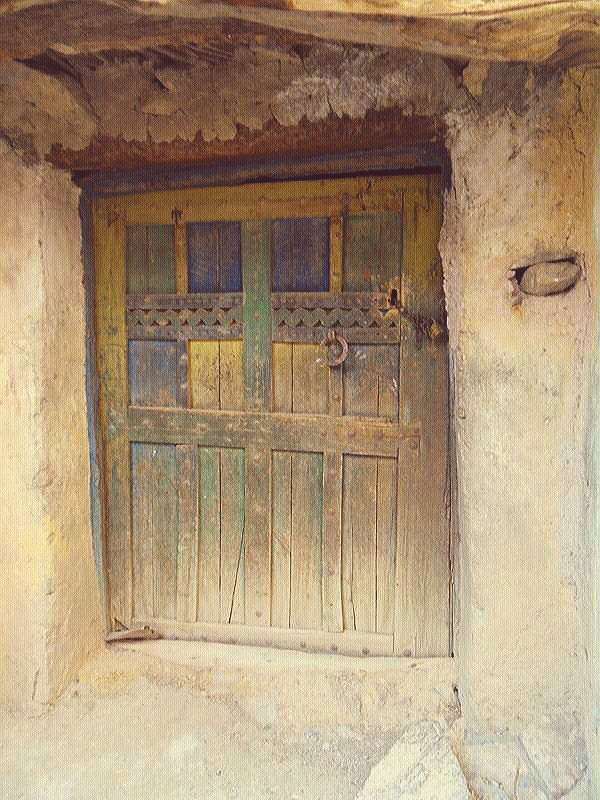
باب قديم يدخل ضمن تراث إزربي

- عبد الرحمن بوفتاس، وزير سابق للإسكان
- سعيد بوفتاس، رسام

## أعلام
- محمد بوفتاس
- عبد الرحمن بوفتاس